# گورو تانیگوچی
گورو تانیگوچی (انگلیسی: Gorō Taniguchi؛ زادهٔ ۱۸ اکتبر ۱۹۶۶) نویسنده، و کارگردان فیلم اهل ژاپن است.